# 大塚野百合
大塚 野百合（おおつか のゆり、1924年3月10日 - 2019年12月31日）は、日本の英文学者、キリスト教文化・賛美歌研究家。恵泉女学園大学名誉教授。キリスト教文化功労者。
所属している教会は、日本基督教団使徒教会。

## 略歴

### 学歴
- 1941年 - 恵泉女学園普通部卒業
- 1943年7月 - 東京女子大学英語専攻部本科卒業
- 1946年 - 早稲田大学文学部史学科卒業
- 1952年7月 -クラーク大学（英語版）大学院修士コース卒業（ガリオア留学生）
- 1982年4月 - イエール大学神学部留学（1年間）

### 職歴
- 1946年10月 - 国際検察団言語局顧問翻訳官（極東国際軍事裁判）
- 1948年4月 - 関東学院女子専門学校専任教師
- 1950年4月 ～ 7月 - 関東学院短期大学専任講師
- 1952年9月 - 恵泉女学園短期大学英文科助教授
- 1958年4月 - 恵泉女学園短期大学英文科教授
- 1988年4月 ～ 1994年3月 - 恵泉女学園大学教授
- 現在 - 恵泉女学園大学名誉教授

### 生涯
1924年3月に、キリスト教伝道者の大塚富吉の次女として、1935年に家族が鹿児島から東京に移り、1937年、日中戦争が起こった年に、東京の恵泉女学園普通部に入学。この学校は、キリスト教に基づいた平和教育を戦時中にも貫いた河井道が創立した学校で、河井に出会ったことは、彼女の一生を決定する出来事であった。
進学した東京女子大学英語専攻部の一年生のときに太平洋戦争が起こり、この戦争が終結した1945年には、早稲田大学文学部史学科の二年生であった。早稲田大学を卒業した1946年10月から1948年3月までの間は、極東国際軍事裁判（東京裁判）で国際検察団言語局顧問翻訳官となる。
1948年4月から関東学院女子専門学校の専任教師となり、1950年4月に同校が短期大学になるや、専任講師として同年6月まで勤務。7月に占領地救済政府基金によるガリオア留学生として米国のマサチューセッツ州のクラーク大学大学院に留学し、1952年卒業して帰国。
同年8月に恵泉女学園短期大学英文科の助教授として西洋史、英語、英文学を担当。1958年に教授となる。1982年から一年間米国イエール大学神学部に研究員として留学。1988年に新設の恵泉女学園大学に移り、1994年の定年まで勤務。
2009年に創元社から刊行した『出会いのものがたり』は、自伝を通して、本人が出会った多くの人々について述べている。
2004年に（財）日本キリスト教文化協会からキリスト教功労者を受賞した。
生まれながらのクリスチャンとして揺るぎのない生き方を貫き、また、英文学者として幅広い研究を深めたその成果は、多くの著作として結実した。72年に加藤常昭と共編で刊行した『愛と自由のことば一日一章』は、たくさんの読者に支持され版を重ねたが、2010年、また復刊された。95年から刊行された5巻の賛美歌シリーズでは、日本の教会や一般の人にも愛唱されてきた賛美歌をとりあげ、その一つ一つの原詞と曲とに丹念に向き合って、歌の成立事情や背後にあるストーリーを探索、日本語の歌詞だけではとらえきれなかった元歌本来の世界を明らかにした。ライフワークであるヘンリ・ナウエンについても今なお著作、講演を通じて多くの人に紹介するなど、惜しみない活動を続けていた。
2019年12月31日に死去。95歳没。

## 主な活動

### 著書
- 『真実を追って 女教師のノート』（日本基督教団出版局　1961）
- 『文学に現れた人間像 生きる意味』（創元社　1969）
- 『生きがいの人生論 愛とニヒリズム』（創元社　1970）
- 『私たちの信仰』保田井進と共著（ヨルダン社　1975）
- 『老いについて 豊かな人生を考える６４冊』（創元社　1990）
- 『賛美歌・聖歌ものがたり』（創元社　1995）
- 『賛美歌と大作曲家たち』（創元社　1998）
- 『賛美歌・唱歌ものがたり』（創元社　2002）
- 『賛美歌・唱歌』ものがたり（2）』（創元社　2003）
- 『賛美歌・唱歌とゴスペル』（創元社　2006）
- 『出会いのものがたり』（創元社　2009）
- 『ヘンリ・ナウエンのスピリチュアル・メッセージ』（キリスト新聞社　2004）
- 『あなたは愛されています ヘンリ・ナウエンを生かした言葉』（教文館　2009）
- 『感動ものがたり 魂をゆさぶった人たち』（教文館　2011）
- 『「主われを愛す」ものがたり』（教文館　2013)
- 『スザンナ・ウェスレーものがたり  ジョン、チャールズ・ウェスレーの母』（教文館　2015）
- 『「きよしこの夜」ものがたり　クリスマスの名曲にやどる光』（教文館　2015）

### 訳編書
- 『眠りの神学 ベイリー説教集』ジョン・ベイリー著（日本基督教団出版局　1970）
- 『人生に意味を』ヘルムート・ティーリケ著（ヨルダン社　1972）
- 『宗教改革の女性たち』ローランド・ベイントン著（ヨルダン社　1973）
- 『キリストの花嫁』バジレア・シュリンク著（いのちのことば社　1975）
- 『愛と自由のことば 一日一章』加藤常昭と共編（日本基督教団出版局　1972）、2010年に復刊

### 担当していた講座（東京にて）
- 「ヘンリ・ナウエン講座」年に12回 銀座教会の東京福音会センターで開いていた。
- 「賛美歌講座」年に8回。キリスト者の音楽集団ユーオーディアのアカデミーの講座。世田谷区の三軒茶屋のナザレン教会が会場。